# Anomis auragoides
Anomis auragoides é uma mariposa da família Noctuidae. É nativa do centro e do sul da África, encontrada em Cabo Verde, Uganda, República Democrática do Congo, África do Sul, Madagascar, Comoros and Reunião. Sua envergadura é de cerca de 28 a 30 milímetros.